# Macrohymenium nietneri
Macrohymenium nietneri là một loài Rêu trong họ Sematophyllaceae. Loài này được (Müll. Hal.) A. Jaeger mô tả khoa học đầu tiên năm 1878.